# Macrothele maculata annamensis
Macrothele maculata annamensis is een spinnensoort uit de familie Macrothelidae. De soort komt voor in Vietnam.